# Claude Boccara
Pour les articles homonymes, voir Boccara.
Claude Boccara est un physicien français né le 6 février 1942, à Sousse, spécialiste en optique. Il est directeur scientifique honoraire de l'École supérieure de physique et de chimie industrielles de la ville de Paris et membre du conseil scientifique de l'Institut Langevin.

## Biographie
Claude Boccara est ingénieur diplômé de l'École supérieure d'optique (promotion 1965), il commence ses travaux de recherche par l'étude du dichroïsme au laboratoire de physique de l'École supérieure de physique et de chimie industrielles de la ville de Paris et obtient le doctorat ès sciences physiques en 1971 à l'université Paris-VI. Il travaille ensuite à l'École polytechnique et à l'Université de Californie à Los Angeles. Il donne des cours à l'ESPCI ParisTech à partir de 1969 puis succède à Jacques Badoz comme professeur d'optique et dirige les laboratoires d'optique physique, de physique du solide, d'instrumentation et des surfaces et supraconducteurs de l'ESPCI. Il succède à Jacques Lewiner au poste de directeur scientifique de l'école en 2001.
Claude Boccara est à l'origine de méthodes de mesure originales dans les domaines de l’optique et de l’imagerie : lumière polarisée, photothermique, détection par effet mirage, microscope optique en champ proche, tomographie optique. Il a également travaillé au développement d’outils expérimentaux permettant de détecter des ondes gravitationnelles grâce à des méthodes optiques adaptatives (interféromètre VIRGO). Il adapte ensuite l'optique adaptative pour obtenir l'image de la rétine. Il a développé l’imagerie optique des tissus biologiques par imagerie acousto-optique et par tomographie optique aboutissant à la création d'une start-up, LLTech. Avec ses collègues, il montre qu'il est possible de voir à travers un milieu opaque en reconstruisant un objet par analyse de l’image en transmission. Il est membre du comité de pilotage de la fondation Pierre-Gilles de Gennes pour la recherche et du conseil scientifique de l'Institut Langevin Ondes et Images dirigé par Mathias Fink.

## Distinctions
- Lauréat du Prix Fabry‐de‐Gramont (1972)[12] de la Société française d'optique
- Lauréat du  Prix Félix Robin (2006)[13] de la Société française de physique
- Médaille d’or de la Société d’Encouragement pour l’Industrie Nationale[14]
- Lauréat du Grand Prix Léon Brillouin (2009) de la Société française d'optique
- Lauréat du Bench to Bedside Pioneer Award du National Institutes of Health (septembre 2011)[15]